# Michal Rovner
Michal Rovner (Tel Aviv, 1957) è un'artista israeliana contemporanea che si esprime attraverso i video, la fotografia e il cinema.

## Biografia
Ha studiato cinema, televisione e filosofia all'Università di Tel Aviv e quindi ha continuato alla Bezalel Academy of Arts and Design di Gerusalemme nel 1981, dove ha ottenuto un BFA in fotografia e arte nel 1985. Nel 1978, assieme all'artista Arie Hammer, ha cofondato Camera Obscura School of Art a Tel Aviv, prima scuola per fotografi nella capitale di Israele. Nel 1987 si trasferì a New York.
Nella sua prima serie fotografica Outside (1990-1991), Rovner ha preso l'immagine di una tenda di beduini del deserto israeliano e la ha stampata e ristampata, distorcendo la sua dimensione ed il colore. Per la serie Decoy (1991), ha distorto immagini di  radar e strumenti di sorveglianza per creare fotografie di gruppi indistinti di persone con caratteristiche sfocate. In One-Person Game Against Nature (1992–93), ha ancora una volta distorto immagini, questa volta sue fotografie di persone che galleggiano nel Mar Morto. Nel 1996, Rovner ha cominciato ad utilizzare cinema e video per la creazione di opere raffiguranti folle anonime di persone o animali, come in Monoprints of Birds (1998). Pur evitando commenti politici diretti nel suo lavoro, nel 1995-96 ha prodotto alcune installazioni al confine tra Israele e Libano, che vennero sistemate sulle recinzioni elettriche e torri di guardia nella linea di scambio permanente di fuoco. Queste sono state completate dal suo video Border (1996-97), documentario sul modo con cui tentò inutilmente di attraversare il confine tra Israele e il Libano. 
Il suo video Notes (2001) è nato dalla collaborazione con il compositore Philip Glass; Rovner utilizzò immagini di un gruppo di persone che camminavano su un piano inclinato, e Glass compose musica ispirandosi a questa immagine in movimento. Time Left (2002), un'installazione video multicanale che comprende immagini di file interminabili di esseri indistinti, è stato il fulcro della sua retrospettiva di metà carriera al Whitney Museum of American Art di New York nel 2002. Per la mostra In Stone, al PaceWildenstein di New York nel 2004, approntò una installazione, di scultura mista a video proiezione, di piccole immagini di folla su tavole di pietra, confondendo il confine tra immagine e testo. Nel film Fields of Fire (2005), le immagini di Rovner di giacimenti petroliferi nella Repubblica del Kazakistan riflettono la persistente instabilità di una regione epicentro di controllo internazionale. Living Landscape (2005), un video-wall presentato al Yad Vashem a Gerusalemme, proietta un montaggio di un repertorio di danze, musica, e vita quotidiana degli ebrei europei prima della seconda guerra mondiale.
Nei primi anni 1990, collaborò con il regista Robert Frank alla realizzazione di due film, One Hour-C'est Vrai (1990), un film sperimentale per la televisione francese, e Last Supper (1992), nel quale si occupò della sceneggiatura.

## Mostre
Rovner ha tenuto numerose mostre personali, fin dalla sua prima presso il Centro Dizengoff a Tel Aviv nel 1987, presso la Casa della Fotografia di Praga (1992), l'Art Institute di Chicago (1993), lo Stedelijk Museum di Amsterdam (1997), il Museo d'Arte Contemporanea di Roma (2003) e il Jeu de Paume di Parigi (2005). Ha inoltre esposto in molte mostre collettive, come ad esempio alla Biennale di Fotografia a Ein Harod, Israele (1986), New Photography 10 presso il Museum of Modern Art di New York (1994), Photographic Condition presso il San Francisco Museum of Modern Art (1995), Whitney Biennial (2000), Biennale alla Corcoran Gallery of Art di Washington (2000), Biennale di Venezia (2003), Biennale di Shanghai (2004), Triennale di Auckland (2007) e al Museo d'Arte di Heckscher Huntington (2008). Nel 1997, il premio Tel Aviv Museum Award e nel 2008 un dottorato ad honorem dalla Hebrew University di Gerusalemme. Vive e lavora tra New York e Israele, dove possiede una fattoria nella Valle di Ayalon, tra Tel Aviv e Gerusalemme.
La Rovner ha rappresentato Israele alla 50ª Biennale di Venezia.
Nel 2011 ha esposto una installazione al Louvre, dal titolo Histories. Il Louvre ha scelto la Rovner per la sua mostra estiva all'aperto, vicino alla Piramide. L'idea della Rovner è stata quella di approfondire i temi delle frontiere fisiche e psicologiche e delle identità.
Nell'inverno del 2012 la Rovner ha presentato Topography mostra alla Pace Gallery, New York, continuando a trattare il tema dell'ambiente e della scienza.

## Opere principali

### Audio, video, installazioni
- Border, 1996-1997. Video Film.
- Coexistence 2, 2000. Installazione Video.
- Against Order ? Against Disorder ? 2003. Installazione con video proiezione.
- Data Zone, 2003. Installazione con video proiezione.
- Time Left, 2003. Installazione con video proiezione e suono.
- The Well, 2004. Video proiezioni in pozzi (wells) di calcare
- Cabinet Stones, 2004-2005. Acciaio, vetro e finestra in pietra, con video proiezione.
- Tablets, 2004. Due scaffali di pietra e sabbia con video e canali audio.
- Postcard, 2005.
- Fields of Fire, 2004-2005. Video installazione in collaborazione con Heiner Goebbels, per la parte audio.
- Fire Lines 1, 2005. Pigmenti su carta.
- Fire Lines 3, 2005. Pigmenti su carta.
- Fire Lines 9, 2005. Pigmenti su carta.
- Hitlakdut, 2006. Installazione con video proiezione su pietra.

### Al Castello di Rivoli Museo d'arte contemporanea
- Cracks In Time, 2012

Installazione temporanea site-specific per la sala 18, Museo d'arte contemporanea del castello di Rivoli. Dialogo tra gli affreschi classici e il contemporaneo, attraverso il concetto di crepa. L'artista ha una concezione della storia come una successione cronologica di interruzioni, una catena di rotture.

### Libri
- Michal Rovner, Fields, Steidl, Londres, 2005.